# Спокійний Оскар
Спокійний Оскар (англ. Peaceful Oscar) — американська короткометражна кінокомедія Роско Арбакла 1927 року.

## У ролях
- Ллойд Хемілтон — спокійний Оскар
- Бланш Пейсон — Бланш, дружина Оскара
- Вільям Вайт — син Оскара
- Луїза Галлахер — прислуга
- Генрі Мердок — шеф
- Чік Коллінз — помічник м'ясника